# ديفيد دونيغا
ديفيد دونيغا لارا (بالإسبانية: David Dóniga Lara) (مواليد 7 سبتمبر 1981) هو مدرب كرة قدم إسباني ولاعب سابق لعب في مركز الهجوم. وهو حاليًا المدير الفني لنادي كيرلا بلاسترز الهندي.

## مسيرته
ولد دونيغا في توريخون دي أردوز، منطقة مدريد، ومثّل نادي توريخون قبل الانضمام إلى فئات الشباب في ريال مدريد. بدا مسيرته الاحترافية مع نادي جوادالاخارا، وكان في الوقت نفسه مسؤولًا عن مدرسة للشباب في داغانزو دي أريبا.
كان دونيغا مديرًا لفرق أليفين في الأندية المحلية ديبورتيفا الكالا و(AD Complutense)، قبل أن ينضم إلى نادي (Soto de Alcobendas CF) كمساعد. بعد مغادرته النادي في عام 2007، عمل كمساعد للمدرب مانويل ألفارو في أندية فرناندو دي هيناريس، وتالافيرا، وديبورتيفو طليطلة.
عمل دونيجا كمدرب لياقة بدنية في طاقم ألفارو بنادي خورخي ويلسترمان البوليفي، ونادي الوصل الإماراتي قبل أن يتم تعيينه مساعدًا لفيكتور سانشيز في ديبورتيفو لا كورونيا في عام 2015. واصل العمل مع سانشيز في السنوات التالية، في أندية أولمبياكوس، وريال بيتيس، ومالقا.
في عام 2020، انضم دونيغا إلى طاقم المدرب بابلو فرانكو في نادي القادسية في الكويت. في 13 سبتمبر 2021، تم تعيينه مساعدًا لتوماس كريستيانسن في منتخب بنما، بينما كان أيضًا مسؤولاً عن فريق تحت 23 عامًا.
في 31 أغسطس 2022، تم تعيين دونيغا مدربا لنادي 9 أكتوبر في الدوري الإكوادوري. وفي 11 نوفمبر من نفس العام، استقال من تدريبه.
في 12 يونيو 2023، تم تعيين دونيغا مدربًا رئيسيًا لنادي سبورتينغ سان ميغيليتو في دوري بنما لكرة القدم. في 2 يناير التالي، تم تعيينه مديرًا لمنتخب السلفادور، خلفًا لمواطنه روبين دي لا باريرا، الذي غادر إلى نادي فيزيلا في الدوري البرتغالي.

## روابط خارجية
- ديفيد دونيغا على موقع قاعدة بيانات كرة القدم.إي يو (الإنجليزية)
- ديفيد دونيغا على موقع Soccerway.com (الإنجليزية)